# 존 베라디노

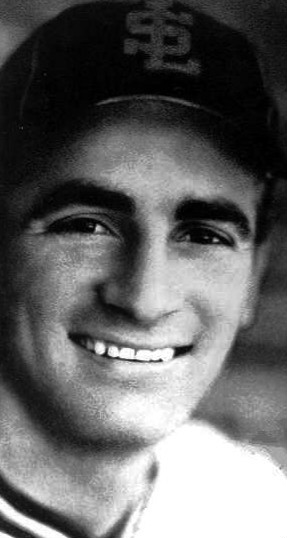

존 베라디노(John Beradino, 1917년 5월 1일 ~ 1996년 5월 19일)는 미국의 야구선수 출신 배우이다.
로스앤젤레스에서 태어났으며 베벌리힐스에서 사망하였다. 사인은 췌장암이다.

## 영화
- 베이스볼 (1994년)
- 병원광 시대 (1982년)
- 문 오브 더 울프 (1972년)
- 더 뉴 브리드 (1961년)
- 7인의 도둑 (1960년)
- 추격 (1959년)
- 콜트45 (1957년)
- 7인의 무뢰한 (1956년)
- 고릴라 앳 라지 (1954년)
- 뎀 (1954년)
- 위닝 팀 (1952년)
- 프란시스 고즈 투 더 레이시스 (1951년)
- 론 레인저 - 49년 시리즈 (1949년)